# Antonin Daum

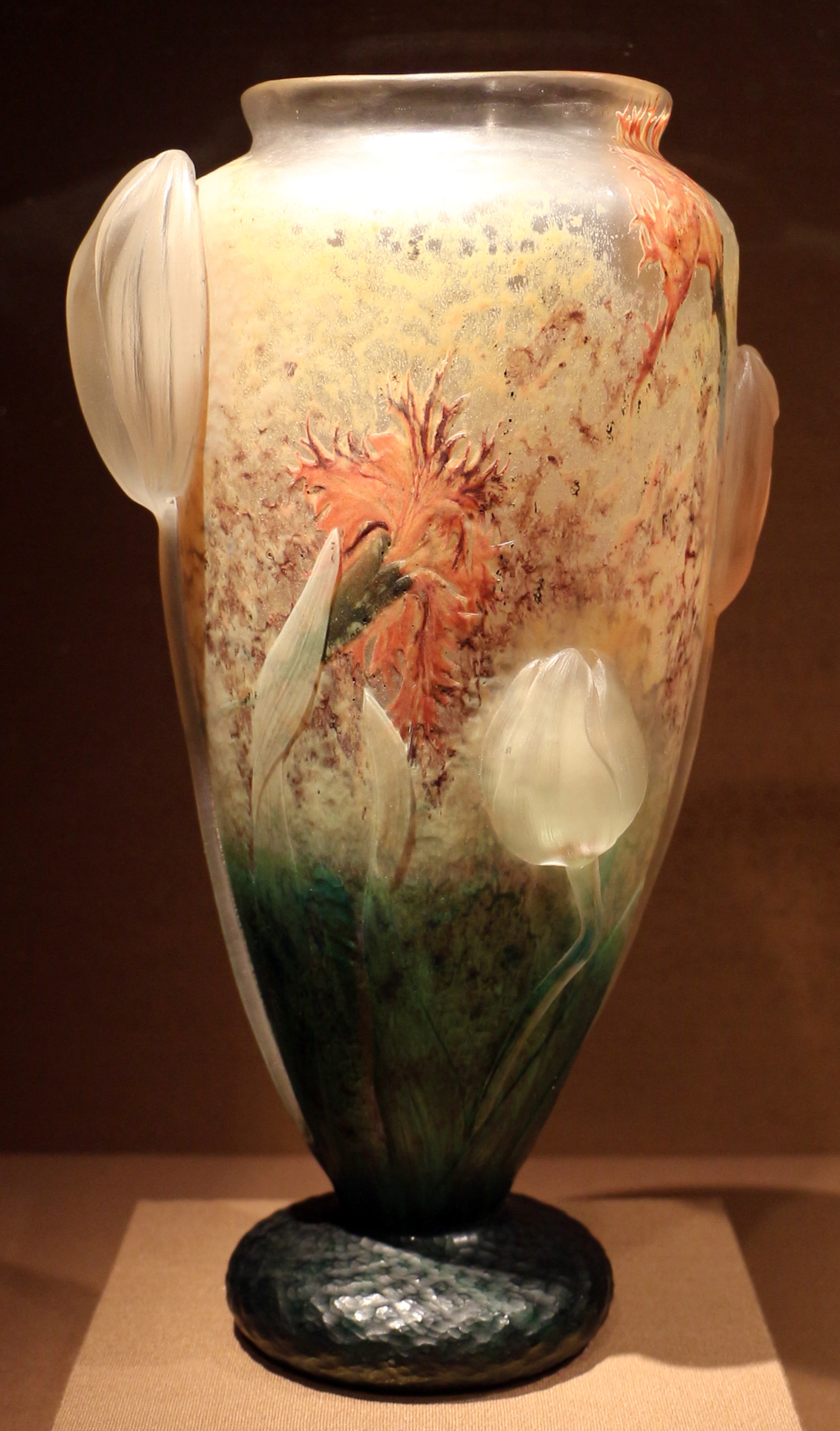
Wazon z tulipanami ok. 1910

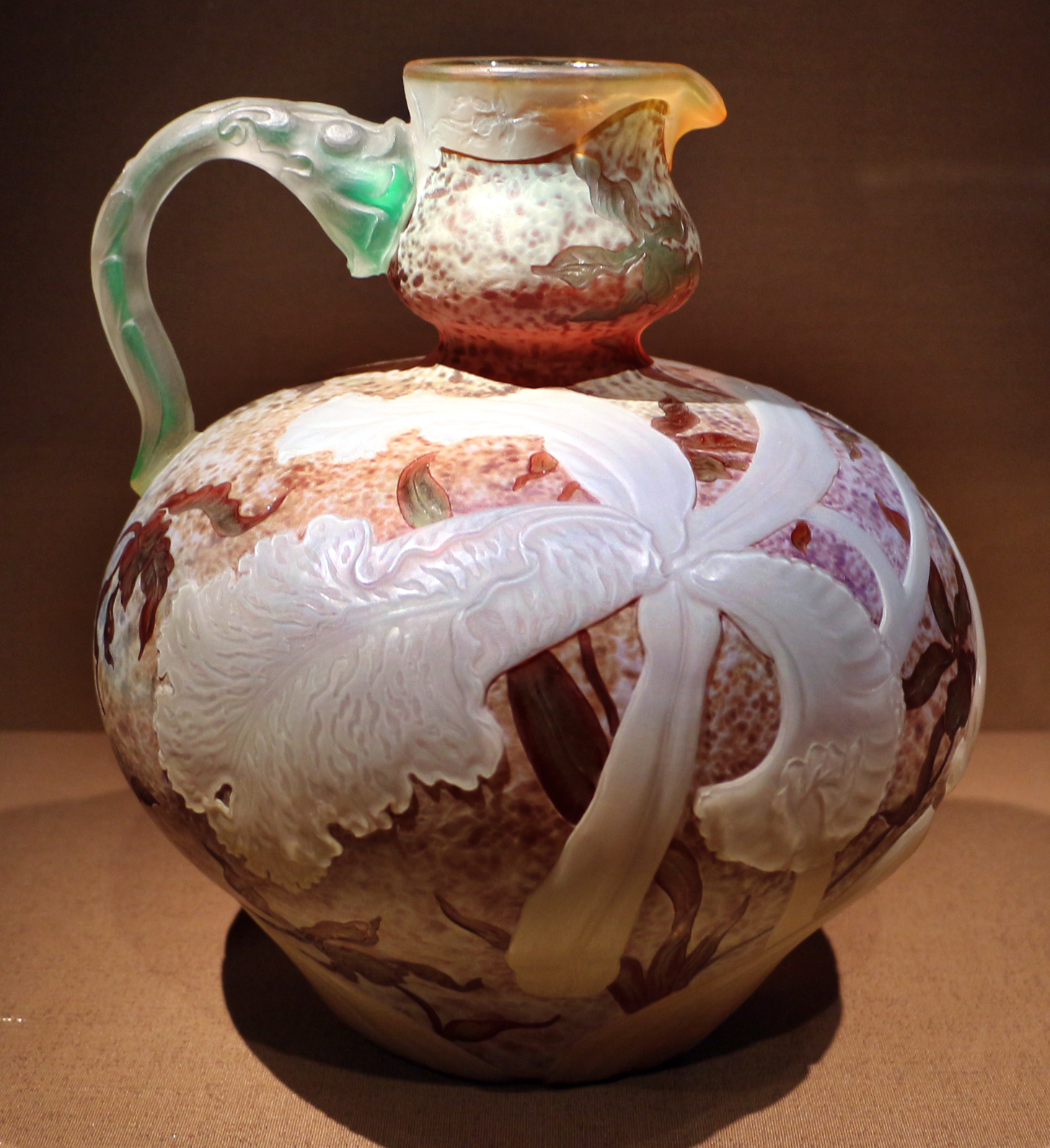
Dzban ok. 1903

Antonin Daum (ur. 30 października 1864 w Bitsch, zm. 28 marca 1930 w Nancy) – francuski artysta, tworzący wyroby ze szkła w stylu secesji.
Był synem Jeana Daum, który w 1875 założył pracownię szkła artystycznego Daum. W tej firmie pracował także Antonin Daum wraz ze swym bratem Augustem. Odznaczony Komandorią Legii Honorowej.